# José María Portugués Hernando
José María Portugués Hernando (n. Valencia; 8 de enero de 1918 - f. Barcelona; 24 de mayo de 2008) fue profesor, poeta y pintor. 

## Biografía
Hijo del matrimonio formado por Manuel Portugués Hernando, natural de Ávila y Ana Hernando Solana, nacida en Casas de Millán, Cáceres. 
Aunque nacido en Valencia, a la edad de 4 años su familia fijó su residencia en Lérida donde vivió hasta el año 1963, cuando por motivos profesionales se trasladó a Barcelona donde residió hasta su fallecimiento. Realizó sus estudios Primarios, de Bachillerato y de Magisterio en Lérida. Posteriormente estudió Derecho y Bellas Artes en la Universidad de Barcelona. 

## Actividad profesional
A partir de 1947 contribuyó en la organización y crecimiento de los campamentos juveniles desde la Delegación Provincial de Juventudes, así como de albergues y cursos de esquí en Salardú, Baqueira y Port del Comte, siendo esa delegación la pionera de esta actividad en los lugares señalados.
En la primera mitad de los años 50, siendo Director de la Escuela Aneja de Lérida, colaboró en la iniciativa del maestro, historiador y escritor, también leridano, Josep Lladonosa i Pujol, tal como señala en sus memorias , introduciendo la enseñanza de la lectura en lengua catalana a los niños del centro educativo.
Fue miembro activo de las Congregaciones Marianas y de la Acción Católica y formó parte de la Junta Rectora del Círculo de Bellas Artes, participando en exposiciones colectivas con su obra pictórica.
En 1963 pasó a residir en Barcelona, donde siguió con su actividad docente desempeñando los cargos de director de la Escuela Aneja, profesor de prácticas en la Escuela de Magisterio y profesor de dibujo en la Escuela Universitaria del Profesorado de la Universidad de Barcelona hasta su jubilación.
Desempeñó los cargos de: Delegado Provincial de Juventudes en Lérida, jefe del Servicio Español de Magisterio (SEM) en Lérida y, posteriormente, en Barcelona; así como secretario del Colegio Oficial de Doctores y Licenciados en Bellas Artes de Cataluña y Baleares (antes Colegio Oficial de Profesores de Dibujo).
En atención a sus méritos se le concedieron, entre otras y a destacar, las condecoraciones de la Cruz de la Orden de Alfonso X el Sabio (26/11/1960), la Cruz (18/07/1950) y la Encomienda (27/11/1966) de la Orden de Cisneros y la Insignia de Oro de la Federación de Centros de Enseñanza Primaria y Comercial no estatal de Barcelona (22/02/1969).

## Actividad literaria
En el año 1935 Radio Lérida empezaba una nueva etapa muy vinculada a la cultura y al teatro y una buena parte de su programación cultural la ocupaban los recitales de poesía. Fue ese mismo año cuando con la edad 17 años inició sus primeros recitales de poesía en la emisora. A partir de ese momento su vida quedó, en buena parte, vinculada a Radio Lérida, vinculación que se vio obligado a interrumpir por motivo de la Guerra Civil y que reanudó acabada la contienda, continuando con sus recitales. Habitual colaborador, tuvo a su cargo, como autor e intérprete ante el micrófono, un espacio semanal durante los años 1949 y 1953, bajo los títulos Estampas leridanas, La Rosa de los Vientos y El mundo de la leyenda.
En el primer período de su actividad poética colaboró con diversas publicaciones de tipo estudiantil. Su primer premio literario lo obtuvo en el año 1935, en el certamen literario organizado por la Real y Pontificia Academia Bibliográfico-Mariana del Obispado de Lérida. Luego vinieron otros importantes premios en diversos certámenes nacionales, contándose entre ellos varias Flores Naturales, Englantinas y Primeros Galardones . En el Certamen de Poesía que se celebró en Torrelavega el 15 de agosto de 1944 , se le concedió la Englantina y tuvo el honor de compartir el triunfo con el poeta Gerardo Diego, a quién se le adjudicó La Viola, formando parte de la trilogía tradicional en los Juegos Florales .
Una gran parte de su actividad literaria la desarrolló en su etapa leridana publicando sus versos y artículos en periódicos y revistas culturales del momento, La Estafeta Literaria, ABC, Odiel y Tabarca, entre otros. Fue colaborador fijo en las publicaciones de Lérida: Forja, La Mañana, Lérida y miembro fundador del grupo poético Mensaje del Instituto de Estudios Ilerdenses de la Diputación Provincial de Lérida.
Formó parte del cuadro de redacción de la revista Labor, publicación semanal gráfico-informativa vinculada a Radio Lérida, desde su fundación en 1953 hasta el año 1957, donde analizaba la actualidad de los acontecimientos culturales y de sus personajes protagonistas en la sección Literarias y Letra Viva.
En los años 60 fue director de la revista mensual Planas de pedagogía, publicada por el Servicio Español del Magisterio en Barcelona, que con una tirada de 3.000 ejemplares, iba dirigida al personal docente de Educación Primaria.
Formó también parte como miembro del jurado de los premios “Ciudad de Lérida” de poesía castellana, los años 1971 al 1973 y del premio “Urriza”, de novela, los años 1962 al 1964 y en Barcelona, como presidente de jurado en diversos certámenes de dibujo y pintura organizados por diferentes entidades culturales de la ciudad.

## Obra literaria

### Poesía
- Vergel de ensueños - Obra manuscrita inédita - Lérida - 1936
- Poesías - Artes Gráficas Ilerda - Lérida - 1943[nota 3][17][18]
- Las Alas Blancas - Estudios Gráficos Artiz - Lérida - 1948[19][20]
- Versos de amor - Obra inédita - Lérida - 1948
- Revista Mensaje - Suplementos de “ILERDA”: nº XVIII - 1954 ;  nº XIX - 1955 ; nº XXI - 1957 ; nº XXII - 1958 ; nº XXIII - 1959 ; Abril 1961
- Biografía del aire - Edición del autor - Barcelona - 1987
- El libro de las pequeñas cosas - Edición del autor - Barcelona - 1987
- En orden para el sueño - Edición del autor - Barcelona - 1991
- Cancionero de Benidorm - Edición del autor -Barcelona - 1994
- Viento de Dios - Ediciones Gráficas Rey, S.L. - Dep.Legal B-42.097-04 - Barcelona - 2004
- Alabad al Señor con la cítara - Edición del autor - Barcelona - 2005

### Prosa
- El corazón y la niebla - De la serie ‘Divulgaciones leridanas’ editada por Radio Lérida - Lérida - 1954
- Una ciudad al sol - Edición del autor - Lérida - 1956
- La ciudad no duerme - Edición del autor - Lérida - 1958
- Caminos de Italia - Edición del autor - Lérida - 1955
- Jesús, el Cristo - Edición del autor - Lérida - 1959[21]

### Ensayo
- 2 y 2 son 5 en pedagogía - Con José María Plana - Imprenta Mariana - Lérida - 1945
- La educación en Italia - Edición del autor - Lérida - 1955
- Cogestión en la escuela - Con Jaime Serramona, Pilar Daniel, Víctor León, Pedro Fontán y Ernesto Mascort - Instituto de Ciencias de la Educación de la Universidad de Barcelona - Editorial Teide, S.A. - ISBN 84-307-7379-7 - Barcelona - 1975
- Reflexiones en torno al concepto de dibujo - Edición del autor - Barcelona - 1984